# Caetano Veloso

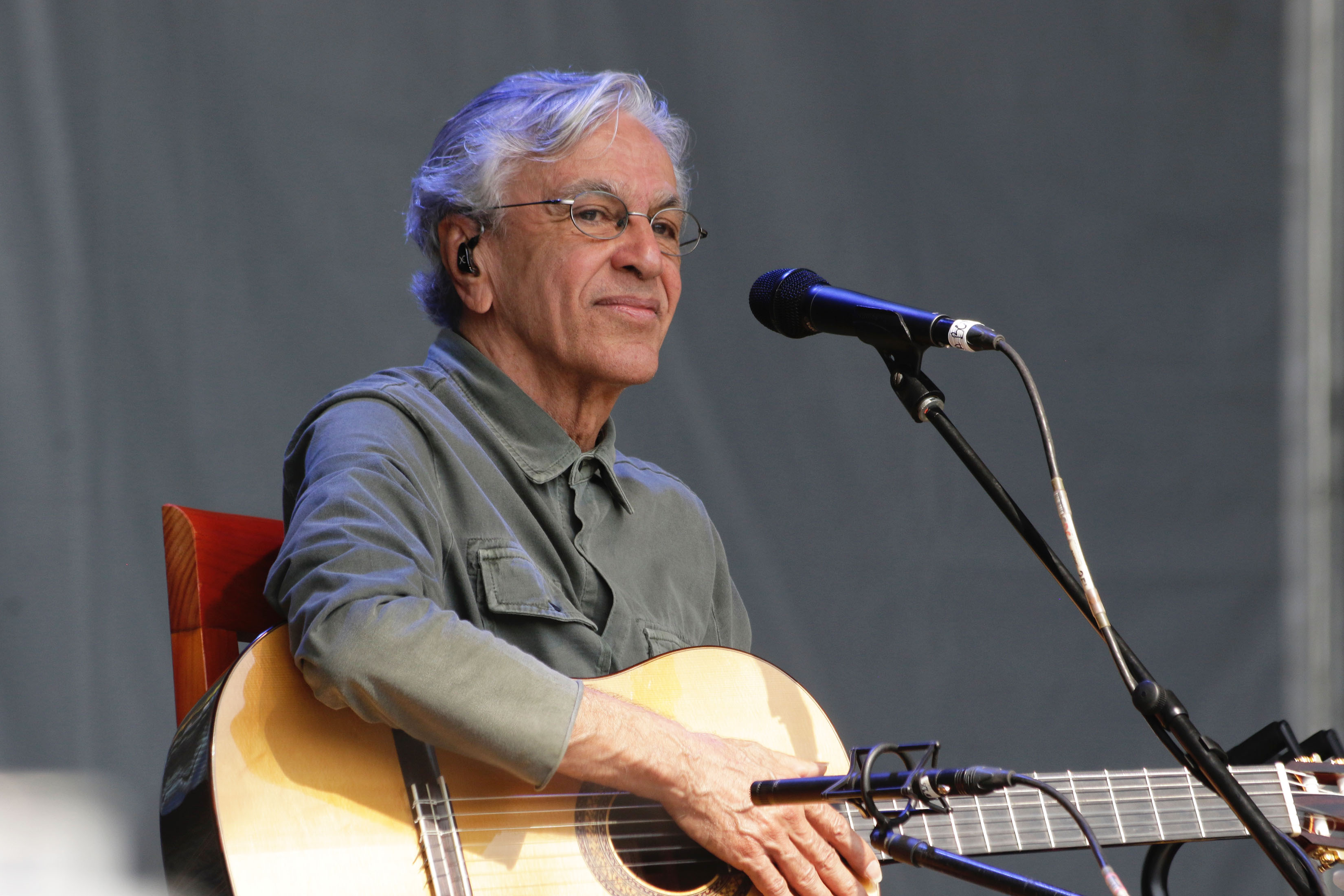
Caetano Veloso (2019)

Caetano Emanuel Viana Telles Veloso (* 7. August 1942 in Santo Amaro, Bahia) ist einer der einflussreichsten brasilianischen Sänger, Komponisten und Liedermacher.

## Leben
Caetano Veloso wurde in Santo Amaro im Bundesstaat Bahia in der Nähe von Salvador geboren. Er war das fünfte von sieben Kindern von José Telles Veloso (Seu Zézinho) und Claudionor Vianna Telles Veloso (Dona Canô). Seine jüngere Schwester Maria Bethânia ist ebenfalls eine berühmte Sängerin.
Seine Jugend verbrachte Veloso im brasilianischen Nordosten, dessen reiches musikalisches Erbe von karibischer, afrikanischer und nordamerikanischer Musik beeinflusst ist, aber auch vom tiefen religiösen Volksglauben sowie der Armut und den Gegebenheiten des Wetters: lange Dürreperioden machen die dortigen Bundesstaaten zu einem Armenhaus.
In den frühen sechziger Jahren folgte er seiner Schwester Maria Bethânia, die bereits erste Erfolge als Sängerin feierte, nach Rio de Janeiro. Zusammen mit Gilberto Gil, Tom Zé und weiteren Künstlern revolutionierte Veloso die Música Popular Brasileira. Der Tropicalismo genannte Stil verband Bossa Nova, Volksmusik, amerikanische Rockmusik und Einflüsse der E-Musik-Avantgarde (vor allem Karlheinz Stockhausen). Das Album Tropicália ou panis et circensis formulierte manifestartig die musikalischen wie textlichen Ideen der Tropicalisten.
Von 1964 bis 1984 herrschte in Brasilien eine Militärdiktatur, die viele Werke engagierter Musiker wie Chico Buarque und Geraldo Vandré zensierte. Caetano Veloso und Gilberto Gil wurden von den Militärs inhaftiert und gingen 1968 ins Exil nach London. Erst 1972 durfte Veloso wieder nach Brasilien zurückkehren. Über die letzten Jahrzehnte ist Veloso einer der kreativsten und einflussreichsten Künstler der Música Popular Brasileira geblieben.
Er gastierte mehrmals am Montreux Jazz Festival: 1983, 1989, 1990 und 1993 sowie 2015 zusammen mit Gilberto Gil. Wie üblich an diesem Festival wurden seine Konzerte aufgenommen. Die Aufnahmen wurden Teil des Nachlasses zum Montreux Jazz Festival. Dieser wurde 2013 als UNESCO-Weltdokumentenerbe registriert.
Im Jahr 2002 veröffentlichte er mit Tropical Truth: A Story of Music and Revolution in Brazil eine Betrachtung der Tropicalismo-Bewegung.
2017 nahm er mit seinen drei Söhnen Moreno, Zeca und Tom Veloso, das Live-Album Ofertório auf, mit dessen Repertoire die vier seit 2018 ausgiebig touren.
Im Mai 2018 trat er als Pausenact beim Eurovision Song Contest 2018 im Duett mit Vorjahressieger Salvador Sobral auf.

## Diskografie
| Jahr | Titel                                       | Höchstplatzierung, Gesamtwochen, AuszeichnungChartsChartplatzierungen (Jahr, Titel, Platzierungen, Wochen, Auszeichnungen, Anmerkungen) | Anmerkungen                                                             |
| Jahr | Titel                                       | PT | Anmerkungen                                                             |
| ---- | ------------------------------------------- | --- | ----------------------------------------------------------------------- |
| 2003 | Antologia                                   | PT5 Gold · (18 Wo.)PT | Erstveröffentlichung: 25. November 2003                                 |
| 2004 | A Foreign Sound                             | PT3 Silber · (12 Wo.)PT | Erstveröffentlichung: 6. April 2004                                     |
| 2005 | Novo Millenium                              | PT27 (2 Wo.)PT |                                                                         |
| 2005 | Muito Mais                                  | PT7 Gold · (18 Wo.)PT |                                                                         |
| 2006 | Cê                                          | PT5 (5 Wo.)PT | Erstveröffentlichung: 1. September 2006                                 |
| 2008 | E a Música de Tom Jobim                     | PT3 Gold · (18 Wo.)PT |                                                                         |
| 2009 | Zii & Zie                                   | PT22 (1 Wo.)PT | mit Roberto Carlos; Erstveröffentlichung: 13. April 2009                |
| 2011 | Multishow ao Vivo                           | PT2 (11 Wo.)PT | mit Maria Gadú                                                          |
| 2012 | Live at Carnegie Hall                       | PT28 (1 Wo.)PT | Erstveröffentlichung: 12. März 2012 mit David Byrne                     |
| 2012 | Ivete, Gil e Caetano – Especial             | PT5 (11 Wo.)PT | Erstveröffentlichung: 24. April 2012 mit Ivete Sangalo und Gilberto Gil |
| 2012 | Abraçaço                                    | PT15 (6 Wo.)PT |                                                                         |
| 2014 | Multishow ao Vivo – Caetano Veloso Abraçaço | PT20 (2 Wo.)PT | Erstveröffentlichung: 24. Januar 2014                                   |
| 2015 | Dois Amigos, um Século de Música            | PT4 (16 Wo.)PT | Erstveröffentlichung: 4. Dezember 2015 mit Gilberto Gil                 |
| 2022 | Meu Coco                                    | PT10 (5 Wo.)PT | Erstveröffentlichung: 21. Oktober 2022                                  |

Weitere Alben
- Domingo (1967) – mit Gal Costa
- Caetano Veloso (1968)
- Tropicália ou panis et circencis (1969) mit Gal Costa, Gilberto Gil, Nara Leão, Os Mutantes und Tom Zé
- Caetano Veloso (1969)
- Caetano Veloso (1971)
- Transa (1972)
- Barra 69 – Caetano e Gil ao Vivo (1972) – mit Gilberto Gil
- Caetano e Chico Juntos e ao Vivo (1972) – mit Chico Buarque
- Araçá Azul (1972)
- Temporada de Verão – Ao Vivo na Bahia (1974) – mit Gilberto Gil und Gal Costa
- Jóia (1975)
- Qualquer Coisa (1975)
- Doces Bárbaros (1976) – mit Gilberto Gil, Maria Bethânia und Gal Costa
- Bicho (1977)
- Muitos Carnavais (1977)
- Muito – Dentro da Estrela azulada (1978)
- Maria Bethânia e Caetano Veloso ao Vivo (1978) – mit Maria Bethânia
- Cinema Transcendental (1979)
- Outras Palavras (1981)
- Cores, Nomes (1982)
- Uns (1983)
- Velô (1984)
- Totalmente demais (1986)
- Caetano Veloso (1986)
- Caetano (1987)
- Estrangeiro (1989)
- Circuladô (1991)
- Circuladô ao Vivo (1992)
- Tropicália 2 (1993) – mit Gilberto Gil
- Fina Estampa (1994)
- Caetano canta (1994) – mit Jorge Ben Jor
- Fina Estampa ao Vivo (1995)
- Livro (1997)
- Prenda minha – ao Vivo (1998)
- Omaggio a Federico e Giulieta ao Vivo (1999)
- Noites do Norte (2000)
- A Bossa de Caetano (2000)
- Noites do Norte ao Vivo (2001)
- Eu não peço Desculpa (2002) – mit Jorge Mautner
- Novelas (2002)
- Perfil (2006)
- Cê ao Vivo (2007)
- Ofertório (2018, mit Moreno, Zeca & Tom Veloso)

### Gastbeiträge
- Baiana (Emicida feat. Caetano Veloso, 2015)

### Videoalben
- Prenda minha – ao Vivo (2001)
- Noites do Norte ao Vivo (2001)
- Un caballero de fina estampa (2002)

## Auszeichnungen für Musikverkäufe
| Goldene Schallplatte - Brasilien - 1995: für das Album Caetano canta (Polygram do Brasil Ltda) - 1995: für das Album Caetano canta (SIGLA Sist Globo Audio Visuais Ltda) - 1997: für das Album Livro - 2001: für das Album Noites do Norte - 2002: für das Album Novelas - 2004: für das Album A Foreign Sound - 2005: für das Album A Bossa de Caetano - 2021: für die Single Baiana - 2025: für die Single Se eu não te amasse tanto assim | Platin-Schallplatte - Argentinien - 2002: für das Videoalbum Un caballero de fina estampa - Brasilien - 2002: für das Videoalbum Prenda Minha – ao Vivo - 2004: für das Videoalbum Noites do Norte – ao Vivo - 2006: für das Album Perfil - 2024: für das Album Ofertório - 2024: für die Single Oração ao Tempo 2× Platin-Schallplatte - Argentinien - 1994: für das Album Fina Estampa Diamantene Schallplatte - Brasilien - 1999: für das Album Prenda Minha – ao Vivo |

Anmerkung: Auszeichnungen in Ländern aus den Charttabellen bzw. Chartboxen sind in ebendiesen zu finden.
| Land/RegionAuszeichnungen für Musikverkäufe (Land/Region, Auszeichnungen, Verkäufe, Quellen) | Silber  | Gold       | Platin     | Diamant  | Verkäufe  | Quellen             |
| -------------------------------------------------------------------------------------------- | ------- | ---------- | ---------- | -------- | --------- | ------------------- |
| Argentinien (CAPIF)                                                                          | —       | —          | 3× Platin3 | —        | 128.000   | capif.org.ar        |
| Brasilien (PMB)                                                                              | —       | 9× Gold9   | 5× Platin5 | Diamant1 | 2.020.000 | pro-musicabr.org.br |
| Portugal (AFP)                                                                               | Silber1 | 3× Gold3   | —          | —        | 50.000    | Einzelnachweise     |
| Insgesamt                                                                                    | Silber1 | 12× Gold12 | 8× Platin8 | Diamant1 |           |                     |